# CO-31
La Ronda Este de Córdoba o CO-31 es una autovía urbana cordobesa que une la  A-4   E-5  con la carretera  N-432 . Circunvala Córdoba por el este y originalmente este era un tramo más de la carretera  N-432 , posteriormente  A-81 . Además tiene acceso a la Avenida de Libia y a la Calle de los Artesanos hacia Córdoba y la vía rápida  N-IVa , que lleva a Alcolea.

## Recorrido (de norte a sur)
- Comienza en a la altura de Torreblanca (salida 265).
- En la salida 267 se bifurca hacia la Calle Artesanos y hacia la Autovía del Sur.
- Finaliza en el Cruce con la Autovía del Sur dividiéndose para continuar hacia Granada ( N-432 ) y Madrid ( A-4   E-5 ) o hacia Sevilla ( A-4   E-5 ).

### Salidas
| Elemento | Nombre de Salida (sentido Córdoba)/Ver de arriba-abajo | Número de Salida | Nombre de Salida (sentido Badajoz)/Ver de abajo-arriba | Carretera que enlaza |
| -------- | ------------------------------------------------------ | ---------------- | ------------------------------------------------------ | -------------------- |
|          | Córdoba                                                |                  | Badajoz                                                | N-432                |
|          | Urbanizaciones - Virgen de Linares                     | 265              | Urbanizaciones - Virgen de Linares                     |                      |
|          | Córdoba (norte) - Polígono Industrial                  | 267              |                                                        | CO-34                |
|          | Espiel - Badajoz                                       | 266              | Espiel - Badajoz                                       | N-432                |
|          | Córdoba (este) - Alcolea Villafranca de Córdoba        | 267              | Córdoba (este) - Alcolea Villafranca de Córdoba        | N-IVa CO-3103        |
|          | Madrid - Sevilla - Málaga - Granada                    |                  | Córdoba (norte) - Espiel - Badajoz                     | E-5 A-4 N-432 A-45   |

- Datos: Q2931807